# Joshua Kelley
Joshua Tyler Kelley (Inglewood, California, 20 de noviembre de 1997) más conocido como Joshua Kelley, es un jugador profesional estadounidense de fútbol americano que se desempeña en la posición de running back en Los Angeles Chargers, equipo de la National Football League (NFL).

## Carrera
Fue seleccionado en la cuarta ronda en la Reunión Anual de Selección de Jugadores de la NFL de 2020. Hizo su debut profesional con el equipo Los Angeles Chargers, donde lleva jugando cuatro temporadas.